# Punt d'impacte
Punt d'impacte (títol original: Hollow Point) és una pel·lícula estatunidenco-canadenca d'acció dirigida per Sidney J. Furie, estrenada l'any 1996. Ha estat doblada al català.
A la majoria de països, ha estat distribuïda només en VHS o DVD.

## Argument
Als anys 1990, a Boston, Thomas Livingston vol reunir sota el seu control les màfies russa, xinesa i italiana. Ho aconseguiria fàcilment si dos policies rivals, el violent Max Parrish de la Drug Enforcement Administració i la bella Diane Norwood de l'F.B.I., no haguessin posat el nas en els seus negocis. El mafiós contracta doncs un assassí professional, Garret Lawton, per abatre els seus perseguidors.

## Repartiment
- Thomas Ian Griffith: Max Parrish
- Tia Carrere: Diane Norwood
- John Lithgow: Thomas Livingston
- Donald Sutherland: Garrett Lawton

## Crítica
"Meritòria barreja d'intriga, acció i efectes especials. Correcta posada en escena per a una producció bastant convencional, però mitjanament entretinguda. No és de les pitjors"